# H.M Sampoerna
PT Hanjaya Mandala Sampoerna Tbk. (IDX: HMSP) est une société indonésienne du tabac. Sampoerna est l'une des plus grandes sociétés de tabac indonésien, devant Bentoel Group et Nojorono[réf. souhaitée]. 

## Description
Elle produit des cigarettes aux clous de girofle de type kreteks. Sa marque la plus populaire est Sampoerna 'A' Doux, une cigarette à filtre en papier blanc. Sampoerna a réalisé en 2006 des ventes nettes de 29 550 000 000 000 rupiah (environ 3.22bn $ en utilisant le taux de change de février 2008) résultant du bénéfice net 3 530 000 000 000 rupiah[réf. souhaitée].

## Histoire
En mai 2005, Philip Morris International, à cette époque, une filiale du groupe Altria, a finalisé l'acquisition de 97,95 % de la société. Sampoerna a réalisé en 2006 des ventes nettes de 29 550 000 000 000 rupiah (environ 3.22 bn en utilisant le taux de change de février 2008) résultant du bénéfice net 3 530 000 000 000 rupiah. Un bloc d'environ 40 % des actions en circulation a été vendu par la famille Sampoerna, en particulier par Putera Sampoerna, et d'autres initiés dans une transaction négociée et les actions restantes ont été achetées dans une offre publique d'achat. 